# Belin, Covasna
Belin là một xã thuộc hạt Covasna, România. Dân số thời điểm năm 2002 là 2652 người.